# Frank Obermann
Frank Obermann (* 3. März 1944 in Riesa; † 7. Januar 1995 in Dortmund) war ein deutscher Schauspieler.

## Leben
Obermann machte zunächst eine Lehre als Lokomotivschlosser und studierte schließlich 1960 bis 1964 an der Leipziger Theaterhochschule. Anschließend war er vier Jahre am Theater Karl-Marx-Stadt engagiert, danach am Greifswalder Theater. Später zog er nach Leipzig. Er wirkte in mehreren DEFA-Filmen mit und trat daneben als Chanson-Sänger auf.
Ab 1969 war er zeitweilig mit der Schauspielerin Regina Beyer verheiratet. 1972 wurde die gemeinsame Tochter Nadine geboren. 

## Filmografie (Auswahl)
- 1966: Trick 17b (TV) – Regie: Hans-Erich Korbschmitt
- 1970: He, Du! – Regie: Rolf Römer
- 1970: Hart am Wind – Regie: Heinz Thiel
- 1970: Der Sonne Glut (TV) – Regie: Roland Oehme, Christian Steinke
- 1971: Rottenknechte (TV) – Regie: Frank Beyer
- 1972: Amboß oder Hammer sein – Regie: Hristo Hristov, Iwan Kyrilow, Bodo Schmidt
- 1972: Lützower – Regie: Werner W. Wallroth
- 1973: Polizeiruf 110: Alarm am See (TV-Reihe) – Regie: Jerzy Bednarczyk, Jan Laskowski
- 1975: Schwester Agnes (TV) – Regie: Otto Holub
- 1995: Tot auf Halde (TV) – Regie: Theodor Kotulla

## Hörspiele
- 1972: Wilhelm Hauff: Mutabor (Kalif) – Regie: Theodor Popp (Kinderhörspiel – Rundfunk der DDR)